# Muzeum Historyczne w Lubinie

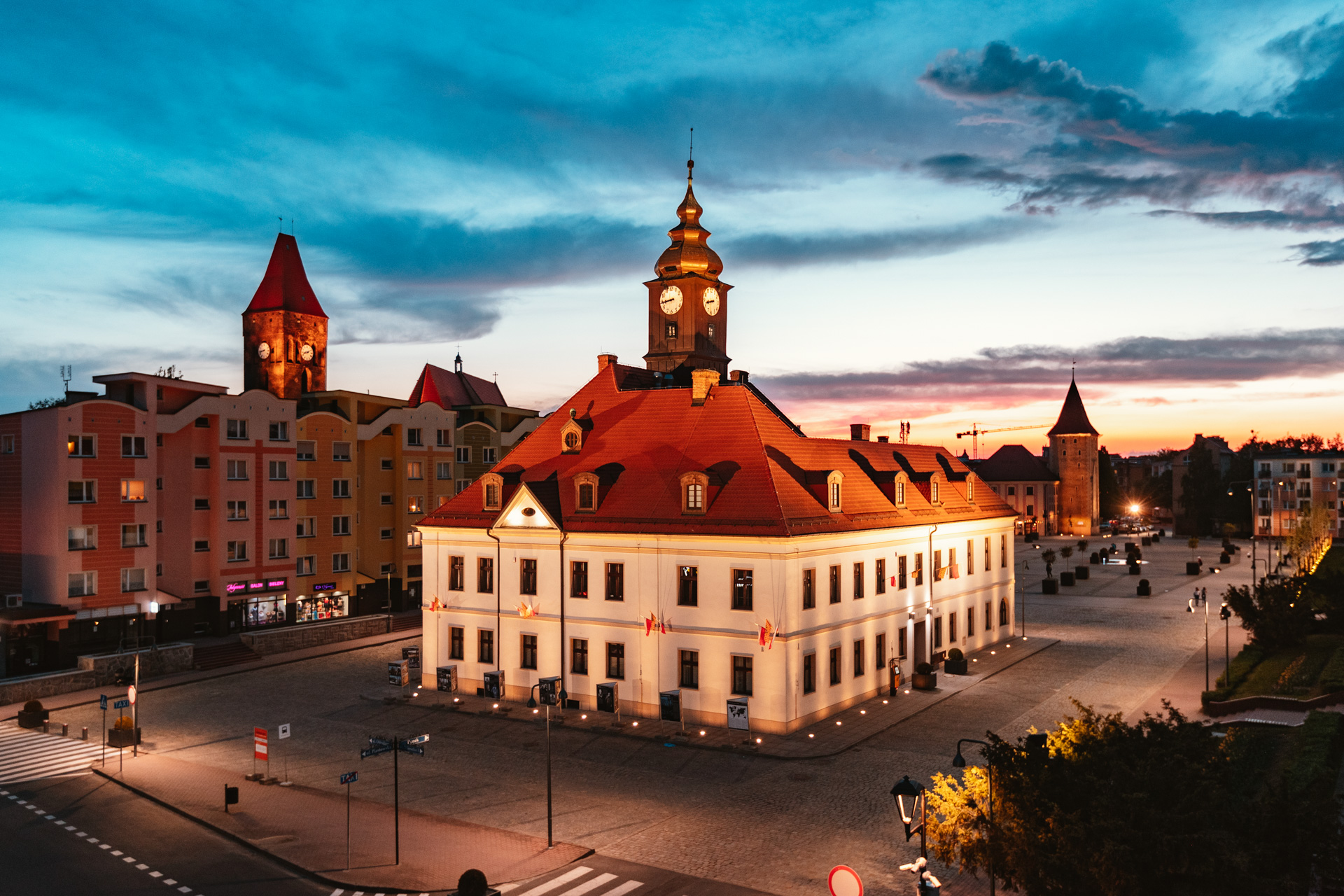
Widok ogólny

Muzeum Historyczne w Lubinie – samorządowa instytucja kultury utworzona w 2016 roku, dla zwiedzających otwarta w maju 2018 roku. Mieści się w zabytkowym ratuszu, Parku Leśnym oraz na terenie sąsiadującym ze stacją kolejową.
Placówka dokumentuje intensywny okres rozwoju Lubina w drugiej połowie XX wieku, prezentuje historię pierwszej i drugiej wojny światowej, prowadzi działalność wystawienniczą, wydawniczą, edukacyjną, naukową i kulturalną. Od maja 2021 roku prowadzi Bibliotekę Cyfrową Zagłębia Miedziowego.

## Historia
Muzeum Historyczne w Lubinie powołane zostało uchwałą Rady Miejskiej w Lubinie w maju 2016 roku, oficjalnie otwarte 17 maja 2018 roku. Funkcjonuje w ramach Gminy Miejskiej Lubin. Działalność muzealną prowadzi w budynku ratusza, część plenerowa (Park Leśny) znajduje się przy ul. Kwiatowej 9 oraz przy ul. Kolejowej (Pionierzy lubińscy 1945). Początkowo muzeum działało także na terenie Ośrodka Kultury „Wzgórze Zamkowe” (ul. Pruzi 7, 9). 12 lutego 2019 roku lubińscy radni zdecydowali o połączeniu obu instytucji z dniem 1 kwietnia 2019. Zwiedzanie wystaw i wstęp do Parku Leśnego są bezpłatne.

## Ekspozycja
W Ratuszu znajdują się wystawy stałe prezentujące dzieje miasta i regionu w formule narracyjnej opowieści muzealnej. W pomieszczeniach wystawienniczych (na parterze i poddaszu) prezentowane są zarówno oryginalne eksponaty, jak i repliki oraz reprodukcje. Prezentowane są w nich filmy, fragmenty audycji radiowych, efekty dźwiękowe oraz edukacyjne ekrany dotykowe. Oprócz stałej ekspozycji muzeum prezentuje tematyczne wystawy czasowe.

### Wystawy stałe

#### Historia miasta na tle życia codziennego
Jedna z dwóch głównych wystaw Muzeum Historycznego w Lubinie zlokalizowana w Ratuszu nosi tytuł Historia miasta na tle życia codziennego. W przestrzeni stylizowanej na mieszkanie rodziny górniczej prezentowane są warunki życia mieszkańców Lubina w latach 50., 60., 70. i 80. XX wieku. Multimedialna ekspozycja łączy sprzęty domowe z epoki gierkowskiej z nowoczesnymi sposobami prezentacji materiałów filmowych, fotograficznych czy dźwiękowych. Klimat realiów z epoki PRL tworzą archiwalne filmy, zdjęcia, oryginalne meble i sprzęty codziennego użytku, jak buty „relaksy”, królujące w każdym ówczesnym mieszkaniu kryształy, pralka Frania, telewizory czy pierwszy komputer. Z zabytkowych radioodbiorników odtwarzane są m.in. rozmowy z Janem Wyżykowskim, osobami, które przyjechały do Lubina w poszukiwaniu pracy czy wizytującym Zagłębie Miedziowe Edwardem Gierkiem. Całość dopełniają zdjęcia wykonane przez amatorów, fotoreporterów i fotografów: Krzysztofa Raczkowiaka, Kazimierza Bełza i Jerzego Kosińskiego.

#### Zbrodnia Lubińska
Druga główna wystawa poświęcona została Zbrodni Lubińskiej, czyli tragicznym wydarzeniom z 31 sierpnia 1982 roku, gdy od kul z milicyjnej broni zginęło trzech górników: Michał Adamowicz, Mieczysław Poźniak i Andrzej Trajkowski. Oryginalne dokumenty, a przede wszystkim fotografie autorstwa Krzysztofa Raczkowiaka i Ryszarda Bobera pokazują przebieg jednego z najtragiczniejszych dni w powojennej historii miasta.

#### Dolnośląska kartografia
W holu Ratusza prezentowane są wielkoformatowe reprodukcje historycznych map przedstawiające obszar Dolnego Śląska, jak i bardziej szczegółowo – ziemię lubińską. Najstarsza eksponowana mapa powstała w 1609 roku w Antwerpii, najmłodsza – mapa powiatu lubińskiego wydana została w 1831 roku we Wrocławiu. Wystawa powstała na bazie zbiorów kartograficznych Biblioteki Uniwersytetu Wrocławskiego.

#### Sport w Lubinie
W łączniku kondygnacyjnym prezentowane są archiwalne fotografie przedstawiające wydarzenia sportowe w Lubinie, począwszy od lat 70. XX wieku, a skończywszy na sukcesach z pierwszej dekady wieku XXI oraz na współczesnych dużych imprezach (otwarcie hali widowiskowo-sportowej Regionalnego Centrum Sportowego, czy też Mistrzostw Europy w badmintonie). Autorami fotografii są Krzysztof Raczkowiak oraz Tomasz Folta. Na wystawie oglądać można trofea, pamiątki oraz współczesne zdjęcia dokumentujące sukcesy lubińskich sportowców.

#### Kultura w Lubinie
Na poddaszu znajduje się kolekcja plakatów i zdjęć dokumentujących wybrane wydarzenia kulturalne odbywające się w Lubinie na przestrzeni pierwszej i drugiej dekady XXI wieku. Przede wszystkim dokumentacja fotograficzna koncertu jaki miał miejsce w Lubinie w dniach od 30 sierpnia do 2 września 2007 roku. Ponadto prezentowane są też wydawnictwa muzyczne (płyty) lokalnych zespołów, zarówno współczesnych, jak i tych, które funkcjonowały w czasie, kiedy wydawanie płyt było dostępne dla nielicznych wykonawców. Przedstawiony jest także zapis koncertów lubińskiej sceny muzycznej z lat 2007 i 2008.

### Wystawy czasowe
Muzeum regularnie prezentuje wystawy czasowe zarówno historyczne jak i z zakresu sztuk wizualnych. Miejscem ekspozycji jest Galeria Ratuszowa, Piwnica Ratuszowa, sala Konferencyjna wraz z holem oraz plac wokół budynku.

## Galeria Ratuszowa
- Licencja na sztukę. Regionalne zderzenia estetyczne, 5–21.10.2018
- „Duch miasta”, Pavel Hlavaty, 26.10–2.12.2018
- Promocje 2018. 28. Ogólnopolski Przegląd Malarstwa Młodych, 5–30.12.2018
- Minione dekady. Polski plakat filmowy, 18.01–24.02.2019
- Samarytanie z Markowej, 19–31.03.2019
- Graficzne wędrówki, 12.04–11.05.2019
- Ziemie polskie pod zaborami i Wielka Wojna, 17.05–16.06.2019
- Dolny Śląsk w XVIII wieku, 1.07–28.07.2019
- Barwy, 5–25.08.2019
- Nasze cechy i przywary – rysunki satyryczne Andrzeja Mleczki, 11.10–10.11.2019
- Atrakcyjna Polska. Historyczny plakat turystyczny i reklamowy, 21.11–31.12.2019
- Pejzaże patriotyczne/Stanisław Ostoja-Chrostowski ilustracje/drzeworyty, 6–31.05.2020
- Szkice historyczne/ilustracje/Szymon Kobyliński, 10.06–27.07.2020
- Bitwa Warszawska. Stulecie zwycięstwa, 28.08–28.09.2020
- Lubię w Lubinie, 7.10–30.11.2020
- Pieśni – wystawa ilustracji Joanny Fuczko, 23.12.2020–14.02.2021
- Franciszka Starowiejskiego „Interpretacje”, 12.03–11.04.2021
- Dolnośląskie rezydencje w drugiej połowie XIX wieku, 5.06–4.07.2021
- Lata 70, lata 80. Afisze i plakaty z lat 70. i 80. XX wieku, 9.07–10.08.2021
- Ziemia lubińska. Dzieje regionu od XVIII wieku do okresu dwudziestoleci międzywojennego, 11.09–10.10.2021
- Ornamenty gotyckie, 26.10–28.11.2021
- „Industrial ART” – rysunek, malarstwo. Krzysztof Kułacz Karpiński, 9–31.12.2021
- Historia naturalna w obrazach, 28.01–29.03.2022
- Jan Tysiewicz. Ilustracje do dzieł literackich Adama Mickiewicza, 1.04–11.05.2022
- Co? Gdzie? Kiedy? Za ile?, 12.05–12.06.2022
- Lubin kwitnie i świergocze, 15.06–25.07.2022
- Rynek w Lubinie na dawnej pocztówce, 1–28.08.2022
- Polskie Symbole Narodowe, 18.11–11.11.2022
- Theodor Blätterbauer. Dolnośląskie miasta w dawnej grafice, 15.11–11.12.2022
- Jesienno-zimowe inspiracje dla seniora, 15.12.2022–16.01.2023
- Artur Grottger. Polonia, 10.01–28.02.2023
- Kresy. Ziemie Wschodnie Rzeczypospolitej, 23.002–26.03.2023

Piwnica Ratuszowa
- Skryptorium Mikołaja Pruzi – Kodeks lubiński, 17.05–27.07.2018
- Spacer po przedwojennym Lubinie, 17.05–27.07.2018
- Wojna polsko-bolszewicka. Plakat propagandowy, 14.08–31.08.2020
- Kodeks lubiński. Ilustrowana historia św. Jadwigi Śląskiej, 21.02–31.12.2022

Sala Konferencyjna i hol ratusza
- Polska 1918–2018, 1.01–31.12.2018
- Kossak – Jankowski – Kossak, 4–20.04.2018
- Oblicze miasta, 10.09–30.11.2022

Rynek
- Po nici światła…, część II – 26.02–11.03.2018
- Drogi ku Niepodległości, 8.04–31.09.2018[a]
- Weterani Niepodległości 1918–2018, 24.04–11.05.2018
- Miasto Lubin w latach 70. XX wieku, 4.09–31.10.2018
- Kwiaty Holandii, 5.04–15.05.2019
- Sport 1918–2018, 14.06–19.09.2019
- 150 lat kolei w Lubinie, 10.09–15.10.2019
- Bilkyrkogården Kyrkö Mosse – cmentarzysko samochodów w południowej Szwecji, 8.05–21.06.2020
- Park Leśny zaprasza. Lubin 2020, 21.07–24.08.2020
- Bitwa Warszawska, 25.08–28.09.2020
- Kwiaty zbierane w holenderskim ogrodzie Keukenhof, 1.05–31.07.2021
- Droga św. Jakuba – Camino de Santiago, 2.10–31.10.2021
- Corso. Wodna parada kwiatowa, 1.04–25.04.2022
- Czytaj „Konkrety”, 15.08–30.08.2022
- Historia Lubińskiego Festiwalu Kwiatów i Roślin, 21.03–25.04.2023

## Park Leśny
W plenerowej części muzeum znajdują się dwie wystawy stałe poświęcone Wielkiej Wojnie, okupacji sowieckiej w Polsce oraz wystawy czasowe – każdego roku inna.

### „Wielka Wojna”
Najważniejszym elementem plenerowej części w Parku Leśnym jest stała wystawa poświęcona I wojnie światowej pomyślana jako ścieżka edukacyjna Wielka Wojna 1914–1918. Składają się na nią okopy, wagony i kontenery z ekspozycjami poświęconymi walkom toczonym w latach 1914–1918. Wystawa zaczyna się od punktu poboru do Legionów Polskich i części ćwiczebnej, dalej prezentowane są okopowe kwatery żołnierzy, stajnię, kuźnię, kaplicę polową, szpital polowy i kwaterę oficera.
W okopach umieszczone są informacje o najważniejszych bitwach Wielkiej Wojny wraz z kalendarium oraz wydarzeniami poprzedzającymi jej wybuch, a także gazety z lat 1914–1918. W kontenerach wystawowych prezentowane są m.in. wykazy nazwisk rannych, poległych i zaginionych, listy do żołnierzy i te pisane przez nich, a także fragmenty archiwalnych filmów kręconych na froncie. Wystawę zamyka galeria grafik wojennych Leona Wyczółkowskiego.

### „Okupacja sowiecka Polski 1939–1993”
Na terenie Parku Leśnego znajdują się cztery bunkry wybudowane po II wojnie światowej przez stacjonujące w Lubinie do połowy lat 60. wojska radzieckie. Muzeum zaadaptowało je do celów wystawienniczych. W ramach wystawy stałej Okupacja sowiecka Polski 1939–1993 prezentuje w nich ekspozycje czasowe, które koncentrują się wokół takich wydarzeń i zagadnień jak: napaść Związku Radzieckiego na Polskę 17 września 1939 roku, sytuacja na początku II wojny światowej na wschodnich terenach Rzeczypospolitej, deportacje Polaków na Syberię i w głąb ZSRR, zbrodnia katyńska oraz wiele innych, dokonanych na narodzie polskim. Sporo miejsca poświęcane jest trwającej ponad pół wieku okupacji sowieckiej na ziemiach polskich. prezentowane jest umundurowanie radzieckich formacji wojskowych, w tym lotniczych, broń, sprzęt radiolokacyjny, materiały multimedialne, zdjęcia i dokumenty archiwalne, mapy pokazujące rozmieszczenie Północnej Grupy Wojsk Armii Radzieckiej (PGWAR) na terenie Polski.

### „Bitwa o Anglię – Za wolność waszą i tylko waszą”
Wystawa czasowa 10 lipca–24 października 2020
Prezentowana w 2020 roku w Parku Leśnym ekspozycja przedstawiała niezwykłe historie polskich asów przestworzy i ich alianckich przyjaciół walczących w bitwie o Anglię w 1940 roku. Pierwszy raz w historii tak wielka bitwa rozgrywała się wyłącznie w powietrzu. Znaczącą rolę odegrało w niej 145 polskich pilotów. Właśnie tym niezwykłym ludziom, z których 28 bardzo młodo oddało życie, poświęcona była wystawa „Bitwa o Anglię – Za wolność waszą i tylko waszą”. Pozwalała prześledzić przebieg kampanii wrześniowej z perspektywy Polskich Sił Powietrznych, następnie pokazywała przedzieranie się polskich pilotów przez Rumunię do Francji, a potem do Wielkiej Brytanii, wreszcie samą bitwę o Anglię. Odwiedzający wystawę mogli się dowiedzieć, w jakich warunkach żyli polscy i angielscy lotnicy. Mogli też zobaczyć modele samolotów biorących udział w walce o wolność Anglii, a w efekcie całej Europy. Prawdziwą gratką była replika samolotu myśliwskiego Hawker Hurricane – takiego, jakim latali Polacy. Wystawa, którą obejrzał m.in. Jonathan Knott, były ambasador Wielkiej Brytanii w Polsce, przyciągnęła do Parku Leśnego tysiące zwiedzających nie tylko z Dolnego Śląska, ale z całej Polski, a nawet z zagranicy.

## Pionierzy lubińscy 1945
Ekspozycja znajduje się na terenie sąsiadującym ze stacją kolejową w Lubinie. Poświęcona jest pierwszym osiedleńcom, którzy po drugiej wojnie światowej przybywali w nasze strony.
Dnia 2 maja 2022 roku miało oficjalne otwarcie nowej wystawy stałej Pionierzy lubińscy 1945. Ekspozycja zlokalizowana jest przy ul. Kolejowej. Otwarciu wystawy towarzyszyły rekonstrukcje historyczne nawiązujące do przyjazdu pierwszych osadników na teren Lubina i okolic oraz pokaz mody z lat 30. i 40. XX wieku.
Głównymi elementami wystawy są zabytkowa lokomotywa Ty2 o numerze bocznym 22 z tendrem oraz cztery wagony – dwa towarowe i dwa przeszklone. W przeszklonych zaaranżowano sceny z życia po przybyciu do Lubina, w towarowych – zamkniętych – prezentowane są sceny podczas transportu. W rolę pionierów wcielili się pracownicy muzeum i ich rodziny. W technologii 3D wykonanych zostało ponad 50 postaci, które odwzorowują przybyłych do miasta w latach 1945–1960 repatriantów.
Uzupełnieniem wystawy są konstrukcje z fotosami z filmu „Prawo i pięść” obrazujące polską rzeczywistość po zakończeniu II wojny światowej oraz losy głównego bohatera.
Wystawę można oglądać przez całą dobę. Na noc zamykana jest tylko część wystawy.

## Biblioteka Cyfrowa Zagłębia Miedziowego
Biblioteka Cyfrowa Zagłębia Miedziowego (BCZM) udostępnia zbiory od maja 2021 roku. Celem działania BCZM jest gromadzenie, archiwizacja oraz zapewnienie powszechnego dostępu do kopii cyfrowych materiałów dokumentujących bogactwo kultury i historii regionu Zagłębia Miedziowego. Także wspieranie edukacji i nauki. Zasoby BCZM są dostępne dla wszystkich użytkowników Internetu bez konieczności rejestracji/logowania.
W BCZM publikowane są kopie cyfrowe wydawnictw drukowanych (książki, czasopisma, katalogi, fotografie, druki ulotne, dokumenty, opracowania i materiały – zwłaszcza archiwalne) oraz dokumenty audiowizualne dotyczące przede wszystkim miasta i regionu. Udostępniamy zdigitalizowane obiekty z zasobów własnych, jak również przekazanych nam przez instytucje zewnętrzne oraz osoby prywatne.

## Edukacja
Muzeum Historyczne w Lubinie prowadzi działalność edukacyjną w różnych formach, kierowaną zarówno do dzieci i młodzieży, jak i do dorosłych, w tym seniorów. Są to lekcje muzealne, zajęcia plastyczne, ogólnorozwojowe, warsztaty aktywności twórczej, fotograficzne, rękodzieła, a także konkursy. Placówka organizuje konferencje naukowe oraz prowadzi działalność wydawniczą, popularyzującą historię oraz promującą działalność muzeum. Służy temu m.in. „Rocznik Muzealny” oraz „Magazyn Muzealny”. Edukacyjny charakter ma także prowadzenie Biblioteki Cyfrowej Zagłębia Miedziowego oraz większość organizowanych przez muzeum wydarzeń, jak Noc Muzeów czy Lubiński Zlot Pojazdów Zabytkowych.